# Fleurieux-sur-l’Arbresle
Fleurieux-sur-l'Arbresle település Franciaországban, Rhône megyében. Lakosainak száma 2299 fő (2022. január 1.). Fleurieux-sur-l’Arbresle Châtillon, Saint-Germain-Nuelles, L’Arbresle, Éveux, Lentilly és Lozanne községekkel határos.

## Népesség
A település népességének változása:
| Lakosok száma | 2337 | 2334 | 2413 | 2334 | 2312 | 2290 | 2272 | 2287 | 2299 |
|               | 2013 | 2015 | 2016 | 2017 | 2018 | 2019 | 2020 | 2021 | 2022 |